# Gymnoris
Gymnoris je rod ptáků z čeledi vrabcovití, pro něž se v češtině také používá rodový název vrabec.       
Rod Gymnoris zavedl Edward Blyth v roce 1845 s typovým druhem Gymnoris xanthocollis. Název Gymnoris znamená v češtině „s holými nozdrami“.
V rámci rodu se rozeznávají následující druhy:
| Český název                          | Latinský název                                              | Obrázek | Domovina                                                                                     | Poddruhy |
| ------------------------------------ | ----------------------------------------------------------- | ------- | -------------------------------------------------------------------------------------------- | --- |
| vrabec bělobrvý                      | Gymnoris superciliaris Blyth, 1845                          |         | jižní Afrika                                                                                 | G. s. bororensis (Roberts, 1912) G. s. flavigula (Sundevall, 1850) G. s. rufitergum (Clancey, 1964) G. s. superciliaris Blyth, 1845 |
| vrabec hnědoramenný                  | Gymnoris xanthocollis (Burton, 1838)                        |         | jižní Asie                                                                                   | G. x. transfuga Hartert, EJO, 1904 G. x. xanthocollis (Burton, 1838)                                                                |
| vrabec sahelský syn. vrabec křovinný | Gymnoris dentata (Sundevall, 1850)                          | Samečci | Afrika – Sahel od Mauretánie po Guineu na východ po Eritreu a jihozápadní Arabský poloostrov | |
| vrabec šedý                          | Gymnoris pyrgita (Heuglin, 1862) syn. Petronia xanthosterna |         | Sahel, Africký roh                                                                           | G. p. pallida Neumann, 1908 G. p. pyrgita(Heuglin, 1862)                                                                            |

## Vrabec
V českém zoologickém názvosloví se rodové jméno vrabec používá ještě pro zástupce rodů Carpospiza, Passer a Petronia.